# Bright Horizons
Bright Horizons es un proveedor de cuidado infantil con sede en los Estados Unidos, y es el mayor proveedor de cuidado infantil patrocinado por empleadores. También ofrece cuidado infantil de respaldo y cuidado de ancianos, gestión de programas de matrícula, asesoramiento educativo y programas de pago de préstamos estudiantiles. Tiene su sede en Newton, Massachusetts .

## Historia
Bright Horizons Children's Centers, Inc. fue fundado en 1986 por Linda A. Mason y Roger H. Brown . La casa de Mason y Brown en Cambridge se utilizó como sede de la empresa. En 1987, se abrieron los dos primeros centros de cuidado infantil Bright Horizons en el Prudential Center de Boston y en One Kendall Square de Cambridge, ambos el mismo día. Después de adquirir Cornerstone West, Bright Horizons se expandió a California en 1993.
Los fundadores Roger Brown y Linda Mason fueron nombrados "Emprendedor del año" por Ernst & Young en 1996.
En 1997, la empresa realizó una exitosa oferta pública inicial y sale a bolsa como BRHZ.
Bright Horizons y Corporate Family Solutions se fusionaron en 1998 para formar Bright Horizons Family Solutions y cambiaron su símbolo de cotización en NASDAQ de BRHZ a BFAM. La empresa figura en la lista de la revista FORTUNE de las “100 mejores empresas para trabajar en Estados Unidos” por primera vez en 1998, y llegaría a aparecer en la lista un total de 18 veces entre 1998 y 2019.
En 2000, la empresa trasladó su sede a Watertown, Massachusetts. Ese año, Nurseryworks, con sede en Londres, y Circle of Friends, con sede en Dublín, pasan a formar parte de la familia Bright Horizons, convirtiéndola en una empresa global.
El centro número 500 se inauguró en 2003: el centro de cuidado infantil en el centro de servicios Citibank en San Antonio, Texas.
David Lissy trabajó durante 17 años como director ejecutivo a partir de 2002. Se convirtió en presidente ejecutivo en enero de 2018. Durante su mandato como director general, fue responsable de la expansión internacional de la empresa.
En 2008, la empresa volvió a sus raíces como empresa privada en asociación con Bain Capital.
En 2010, la empresa lanzó Tuition Advisory Services, una solución para empleadores que trabaja con los empleadores para adoptar un enfoque más estratégico en sus programas de reembolso de matrícula.
En 2013, Bright Horizons salió a bolsa por segunda vez en la Bolsa de Valores de Nueva York, con el símbolo bursátil BFAM

## Fundación Bright Horizons para niños
En 1988, se fundó la Iniciativa Horizons para atender las necesidades de los niños sin hogar en toda el área metropolitana de Boston.
En 1999, se formó la Fundación Bright Horizons para Niños . A través de la Fundación, Bright Horizons apoya a organizaciones sin fines de lucro con un enfoque en programas para niños y familias. La Fundación tiene su sede en Newton, Mass. Bright Spaces, el programa principal de la Fundación, crea salas de juego para niños en crisis ubicadas en agencias comunitarias y sin fines de lucro.